# 歐陸風雲：羅馬
《欧陆风云：罗马》是一款由Paradox Development Studio开发的大战略游戏。该游戏由Paradox Interactive发行，并于2008年发布，成为欧陆风云系列的第四部作品。这是基于Paradox的克勞塞維茨引擎引擎开发的第二款游戏。

## 游戏玩法与发布
游戏设定在罗马共和国时期，开始于公元前280年的皮洛士战争，结束于公元前27年的罗马帝国崛起。玩家可以选择超过53个派系中的任意一个，这些派系代表了包括迦太基、凯尔特、埃及、希腊和罗马在内的10种主要文化。 游戏于2008年4月在Microsoft Windows平台发布，随后由Virtual Programming在7月移植到OS X平台。

## 版本
该游戏的唯一扩展包“Vae Victis”于2008年11月19日发布。 Paradox曾计划开发基于亚历山大大帝时间线的第二个扩展包，但最终未能实现。
Virtual Programming于2010年7月23日发布了“欧陆风云：罗马黄金版”的Mac OS X版本，其中包括了“Vae Victis”扩展包。
| 汇总媒体   | 得分 |
| ---------- | ---- |
| Metacritic | 73%  |

| 媒体      | 得分   |
| --------- | ------ |
| 1UP.com   | C      |
| Eurogamer | 7/10   |
| GameSpy   | 3/5    |
| IGN       | 8.7/10 |